# José Manuel Reina
José Manuel "Pepe" Reina Páez (født 31. august 1982 i Madrid, Spanien) er en spansk fodboldspiller, der spiller som målmand hos den engelske fodboldklub Aston Villa. Tidligere har han spillet i hjemlandet hos henholdsvis FC Barcelona og Villarreal CF, i England hos Liverpool og i Tyskland hos FC Bayern Munchen.
Gennem sin karriere har Reina vundet en lang række titler, heriblandt to europamesterskaber, et verdensmesterskab samt både den engelske og italienske pokalturnering.
Han er søn af en anden tidligere spansk landsholdsmålmand, Miguel Reina.

## Landshold
Reina står noteret for 33 kampe for Spaniens landshold, som han debuterede for 17. august 2005 i en venskabskamp mod Uruguay. Han fungerer dog primært som reserve for førstevalget Iker Casillas. I denne rolle har han vundet både EM i 2008, hvor han kun var på banen i én kamp, og VM i 2010, hvor han slet ikke fik spilletid. Han var også med til at vinde EM i 2012.

## Titler
FA Cup
- 2006 med Liverpool F.C.

Football League Cup
- 2012 med Liverpool F.C.

Community Shield
- 2006 med Liverpool F.C.

UEFA Super Cup
- 2005 med Liverpool F.C.

Coppa Italia
- 2014 med SSC Napoli

EM
- 2008 og 2012 med Spanien

VM
- 2010 med Spanien